# Saint-Pathus
 Saint-Pathus  es una población y comuna francesa, en la región de Isla de Francia, departamento de Sena y Marne, en el distrito de Meaux y cantón de Dammartin-en-Goële.

## Demografía
| 325 | 342 | 1295 | 2921 | 4515 | 4829 |
| Para los censos de 1962 a 1999 la población legal corresponde a la población sin duplicidades (Fuente: INSEE [Consultar]) |     |      |      |      |      |